# Josie and the Pussycats (histórias em quadrinhos)
Josie and the Pussycats (inicialmente publicado como She's Josie e Josie) é uma revista em quadrinhos de humor adolescente sobre uma banda de rock fictícia, criada por Dan DeCarlo e publicada pela Archie Comics. Foi publicado de 1963 até 1982; desde então, problemas únicos apareceram sem regularidade. Uma segunda série, ambientada no universo de New Riverdale, lançada em setembro de 2016.
A série foi adaptada pela Hanna-Barbera Productions em 1970 intitulada Josie and the Pussycats e um filme live-action da Universal Studios e da Metro-Goldwyn-Mayer em 2001. Dois álbuns foram gravados sob o nome Josie and the Pussycats: um como o trilha sonora para a série de desenhos animados, o outro como a trilha sonora do filme. A banda também aparece na série dramática Riverdale da The CW.

## Personagens

### Josie
Ruiva de cabelos curtos, Josie é a líder e cofundadora das Pussycats. Ela é a vocalista e toca violão. Retratada como uma adolescente doce, atraente e equilibrada, Josie geralmente é o centro estável no meio do caos em torno de sua banda e seus amigos.

### Melody
A cofundadora e baterista dos Pussycats (ela também cantou ocasionalmente para a série de TV), Melody é uma loira fofa e geralmente fala com uma voz de canção, denotada pelas notas musicais em seus balões de desenhos animados. Ela é uma espécie de personagem distraída e borbulhante, frequentemente levada a usar linguagem tola e sem sentido, e fornece muito do alívio cômico da série.

### Valerie
Valerie faz back-up de vocais (nos quadrinhos, desenhos animados e filmes) e, ocasionalmente, canta o (quase sempre na série de TV) para os Pussycats. Nos quadrinhos e no filme, ela toca baixo; nos desenhos animados, ela toca pandeiro. Ela também é a principal compositora do grupo e ocasionalmente é vista tocando instrumentos diferentes. Na revista em quadrinhos, ela substituiu Pepper, uma morena de óculos de mente afiada.

### Alexander Cabot III
Rico, temperamental e covarde, Alexander é o gerente desajeitado e não muito confiável das Pussycats. Ele muitas vezes recebe o grupo em água quente por causa de seus esquemas promocionais loucos. Alexander usa óculos escuros com frequência e gosta de exibir sua riqueza, tipicamente vestindo roupas extravagantes e caras.

### Alexandra Cabot e Sebastian
Alexandra é tecnicamente um personagem de apoio, mas muitas vezes ofusca o resto do elenco em ambos os quadrinhos e os desenhos animados. Se ela é mais velha ou mais jovem do que Alexander é discutível, ela o chama de "irmãozinho" e ele a chama de sua "irmãzinha".
Sebastian é um gato Tuxedo e o ajudante de Alexandra. Nos quadrinhos, Sebastian é a reencarnação de Sebastian Cabot, um ancestral praticante de bruxaria da família Cabot.

### Alan M. Mayberry
Alan M. Mayberry (conhecido como "Alan M." nos quadrinhos, e simplesmente como "Alan" na série de desenhos animados) é um cantor folk alto, loiro e musculoso que serve como roadie das Pussycats. Ele também é namorado de Josie, mas Alexandra está constantemente tentando ganhar um encontro com ele.

### Outros personagens recorrentes
- Pepper Smith: o melhor amigo de Josie nos quadrinhos originais e, até a reforma de 1969, um dos cinco principais personagens (junto com Josie, Melody, Albert e Alex).
- Albert: Às vezes visto como um pateta travesso, mas em outros momentos bastante sensível, ele era o namorado de Josie nos quadrinhos originais e um dos protagonistas masculinos originais. Ele também era rival de Alex.
- Sock: Seu nome verdadeiro era Sócrates, e ele era um atleta que namorou Pepper e era um bom amigo de Albert.
- Alexander Cabot III: o pai muito rico de Alex e Alexandra. Ele é ligeiramente corpulento, seu cabelo está ficando branco e ele fica frustrado com as idéias de seus filhos.
- O pai de Josie: Ele é um homem magro, de meia-idade, que tem cabelos escuros e cabelos grisalhos. Seu nome, dependendo da fonte, é o Sr. McCoy, o Sr. Jones ou o Sr. James.
- Cricket O'Dell: O familiar personagem de Archie fez algumas aparições nos quadrinhos originais de Josie.
- Sheldon: Um glutão curto e gordo de algumas histórias no final dos anos 1960 que ocasionalmente namoravam Melody.
- Clyde Didit: Mais conhecida como a estrela do Mad House de Archie, Clyde apareceu em alguns números em Josie no final dos anos 1960.
- Mr. Tuttle: O diretor da Midvale High School, onde Josie e suas amigas estudam.
- A turma de Archie: Os personagens principais frequentemente cruzam com Josie and the Pussycats (e vice-versa), às vezes em histórias envolvendo os Archies.
- The Vixens: Um trio de rock rival que Alexandra administra. Embora sejam glamourosas, não possuem talento musical (fato que Alexandra de alguma forma ignorou). Exclusivo para a versão mangá.

## Elenco

### Atores
- Josie: Janet Waldo
- Valéria: Barbara Pariot
- Melody: Jackie Joseph
- Alexandra: Sherry Alberoni
- Alexandre: Jerry Dexter
- Alan: Frank Welker
- Sr. French: Tommy Cook
- Dr. Madros: Micky Dolenz
- Rei Nemo: Daws Butler

### Vozes
- Estúdio: Peri Filmes
- Josie: Neuza Tavares
- Valéria: Miriam Teresa
- Melody: Mara di Carlo
- Alexandra: Glória Ladany
- Alexandre: Carlos Marques
- Alan: Henrique Ogalla
- Sr. French: Ronaldo Magalhães
- Dr. Madros: Milton Luis
- Rei Nemo: Guálter de França

## Em outras mídias

### Cinema
- Josie and the Pussycats dirigido por Harry Elfont e Deborah Kaplan em 2001. Com Rachael Leigh Cook no papel de Josie, Tara Reid no papel de Melody e Rosario Dawson no papel de Valerie, cujo último nome se torna Brown.

### Série de animação
- Josie and the Pussycats foi ao ar entre 1970 e 1971 na CBS. Josie é dublada por Janet Waldo, Valerie por Barbara Pariot e Melody por Jackie Joseph.
- Josie and the Pussycats in Outer Space foi ao ar em 1972 na CBS com as mesmas vozes.

### Série de televisão
- Josie and the Pussycats aparecem na série de televisão Riverdale, exibida na The CW desde 2017. Josie é uma das personagens principais da série, mas Valerie e Melody são apenas recorrentes. Na série, as meninas são todas afro-americanas e Josie é a filha do prefeito de Riverdale. Veronica Lodge torna-se um dos membros da banda no final da primeira temporada, o que nunca acontece nos quadrinhos, onde a composição do grupo continua a mesma.